# Kanton La Motte-Servolex
Der Kanton La Motte-Servolex ist seit 1860 ein französischer Wahlkreis im Département Savoie in der Region Auvergne-Rhône-Alpes. Im Rahmen der landesweiten Neuordnung der Kantone 2015 gliederte er einen Teil der Gemeinden des aufgelösten Kantons Aix-les-Bains-Sud ein. Er umfasst damit acht Gemeinden im Arrondissement Chambéry und hat seinen Hauptort (frz.: bureau centralisateur) in La Motte-Servolex.

## Gemeinden
Der Kanton besteht aus acht Gemeinden mit insgesamt 27.529 Einwohnern (Stand: 2022) auf einer Gesamtfläche von 90,82 km²:
| Gemeinde                    | Einwohner 1. Januar 2022 | Fläche km² | Dichte Einw./km² | Code INSEE | Postleitzahl |
| --------------------------- | ------------------------ | ---------- | ---------------- | ---------- | ------------ |
| Bourdeau                    | 579                      | 4,83       | 120              | 73050      | 73370        |
| Drumettaz-Clarafond         | 3.016                    | 11,38      | 265              | 73103      | 73420        |
| La Chapelle-du-Mont-du-Chat | 267                      | 7,08       | 38               | 73076      | 73370        |
| La Motte-Servolex           | 12.167                   | 29,85      | 408              | 73179      | 73290        |
| Le Bourget-du-Lac           | 5.077                    | 20,05      | 253              | 73051      | 73370        |
| Méry                        | 2.143                    | 9,07       | 236              | 73155      | 73420        |
| Viviers-du-Lac              | 2.282                    | 3,94       | 579              | 73328      | 73420        |
| Voglans                     | 1.998                    | 4,62       | 432              | 73329      | 73420        |
| Kanton La Motte-Servolex    | 27.529                   | 90,82      | 303              | 7312       | –            |

Bis zur Neuordnung gehörten zum Kanton La Motte-Servolex die vier Gemeinden Bourdeau, La Chapelle-du-Mont-du-Chat, La Motte-Servolex und Le Bourget-du-Lac. Sein Zuschnitt entsprach einer Fläche von 61,81 km2. Er besaß vor 2015 einen anderen INSEE-Code als heute, nämlich 7319.

## Politik
| Vertreter im Départementsrat | Vertreter im Départementsrat   | Vertreter im Départementsrat |
| Amtszeit                     | Namen                          | Partei                       |
| ---------------------------- | ------------------------------ | ---------------------------- |
| 2001–2008                    | Jean-Noël Parpillon            | DVG                          |
| 2008–2015                    | Jean-Pierre Vial               | UMP                          |
| 2015–                        | Luc Berthoud Nathalie Fontaine | –                            |